# Pholadidea loscombiana
Pholadidea loscombiana is een tweekleppigensoort uit de familie van de Pholadidae. De wetenschappelijke naam van de soort is voor het eerst geldig gepubliceerd in 1819 door Turton.
Barnea:
candida · 
cylindrica · 
parva · 
Martesia:
striata · 
Pholadidea:
loscombiana · 
Pholas:
dactylus · 
Zirfaea:
crispata